# Trichodesma calycosum
Trichodesma calycosum är en strävbladig växtart som beskrevs av Collett och Hemsley. Trichodesma calycosum ingår i släktet Trichodesma och familjen strävbladiga växter. Utöver nominatformen finns också underarten T. c. formosanum.

## Bildgalleri

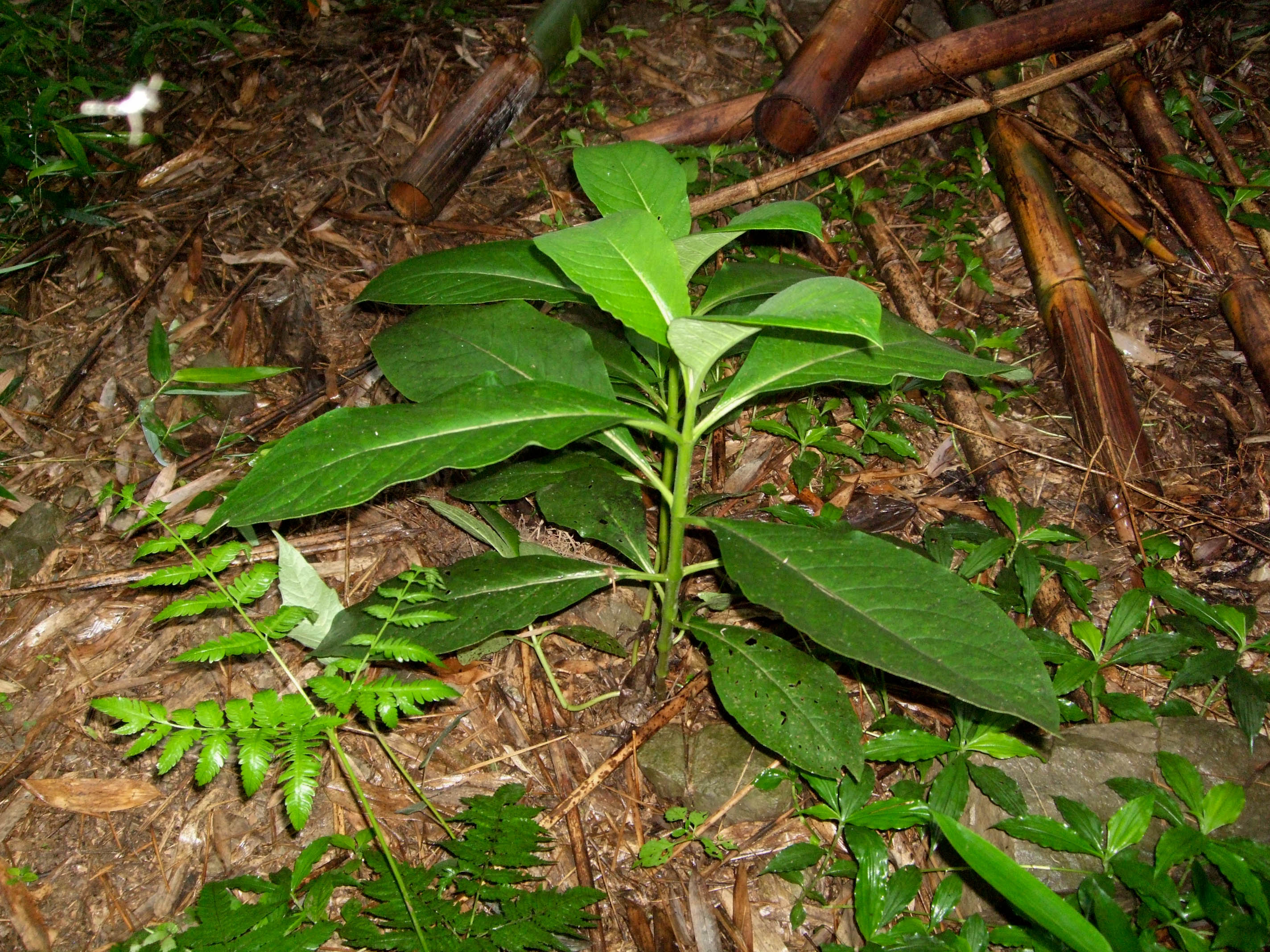